# Gustav Henrik Andreas Budde-Lund
Pour les articles homonymes, voir Budde et Lund.
Gustav Henrik Andreas Budde-Lund (1846-1911) est un zoologiste danois. En 1868, il cofonde la société entomologiste Entomologisk Forening aux côtés de William Rasmus Schlick Traugott, Carl Août Møller, Andreas Haas et Ivar Frederik Christian Ammitzbøll. Il se marie en 1875. Il publie en 1885 Crustacés Isopodes terrestres. Les cloportes du genre Buddelundiella ont été nommés en son honneur par l'entomologiste Filippo Silvestri en 1897.

### Sources
- (en) Cet article est partiellement ou en totalité issu de l’article de Wikipédia en anglais intitulé « Gustav Henrik Andreas Budde-Lund » (voir la liste des auteurs).